# Tepetlampa, Tehuipango
Tepetlampa är en ort i Mexiko.   Den ligger i kommunen Tehuipango och delstaten Veracruz, i den sydöstra delen av landet, 240 km öster om huvudstaden Mexico City. Tepetlampa ligger 1 991 meter över havet och antalet invånare är 221.
Terrängen runt Tepetlampa är kuperad åt sydväst, men åt nordost är den bergig. Runt Tepetlampa är det ganska tätbefolkat, med 199 invånare per kvadratkilometer. Närmaste större samhälle är Zongolica, 11,4 km norr om Tepetlampa. I omgivningarna runt Tepetlampa växer huvudsakligen savannskog.